# オニクマムシ
オニクマムシ(Milnesium tardigradum)は、クマムシの仲間である。南極大陸周辺の海でも見られる。1840年にDoyèreが記載した。高いレベルの放射線耐性を持っている。
2007年、欧州宇宙機関のBIOPAN-6の実験の一環として、オニクマムシともう1種のクマムシRichtersius coroniferを高放射線でほぼ真空の宇宙空間の環境に晒す実験が行われ、3匹のオニクマムシが生き残った。